# Portrait de rue
Le portrait de rue (« Street Portraiture ») est un genre de photographie combinant la photographie de rue et le portrait photographique d'individus anonymes rencontrés fortuitement dans la rue et, par extension, en extérieur.
Par rapport à la photographie de rue, sa spécificité réside dans le fait que le sujet a conscience qu'il est photographié et prend plus ou moins la pose.
Le cadrage d'un portrait de rue va, comme en portrait pictural, du gros plan au portrait en pied.
Il peut être réalisé en isolant le sujet par la technique du flou-net, en se servant d'un fond naturel (les murs blancs des mechtas d'Algérie) ou en utilisant un studio portatif (comme l'a fait Richard Avedon).
C'est un genre de portrait qui n'a pas été pratiqué par les peintres.
Il a été pratiqué par  Diane Arbus, Richard Avedon (In the American West), Marc Garanger (Femmes algériennes 1960), Vivian Maier, August Sander (Hommes du XXe siècle, Face of Our Time), Paul Strand, etc. et est pratiqué aujourd'hui par Raymond Depardon (Les Habitants), Philippe Echaroux, Jean-François Joly (Les Roms), Steve McCurry, Denis Rouvre, etc.

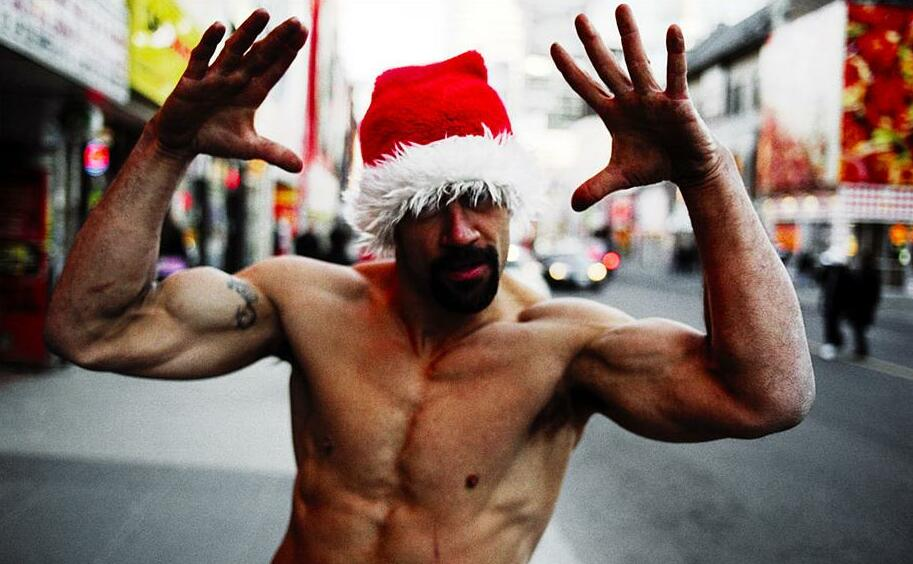
Exemple de portrait de rue
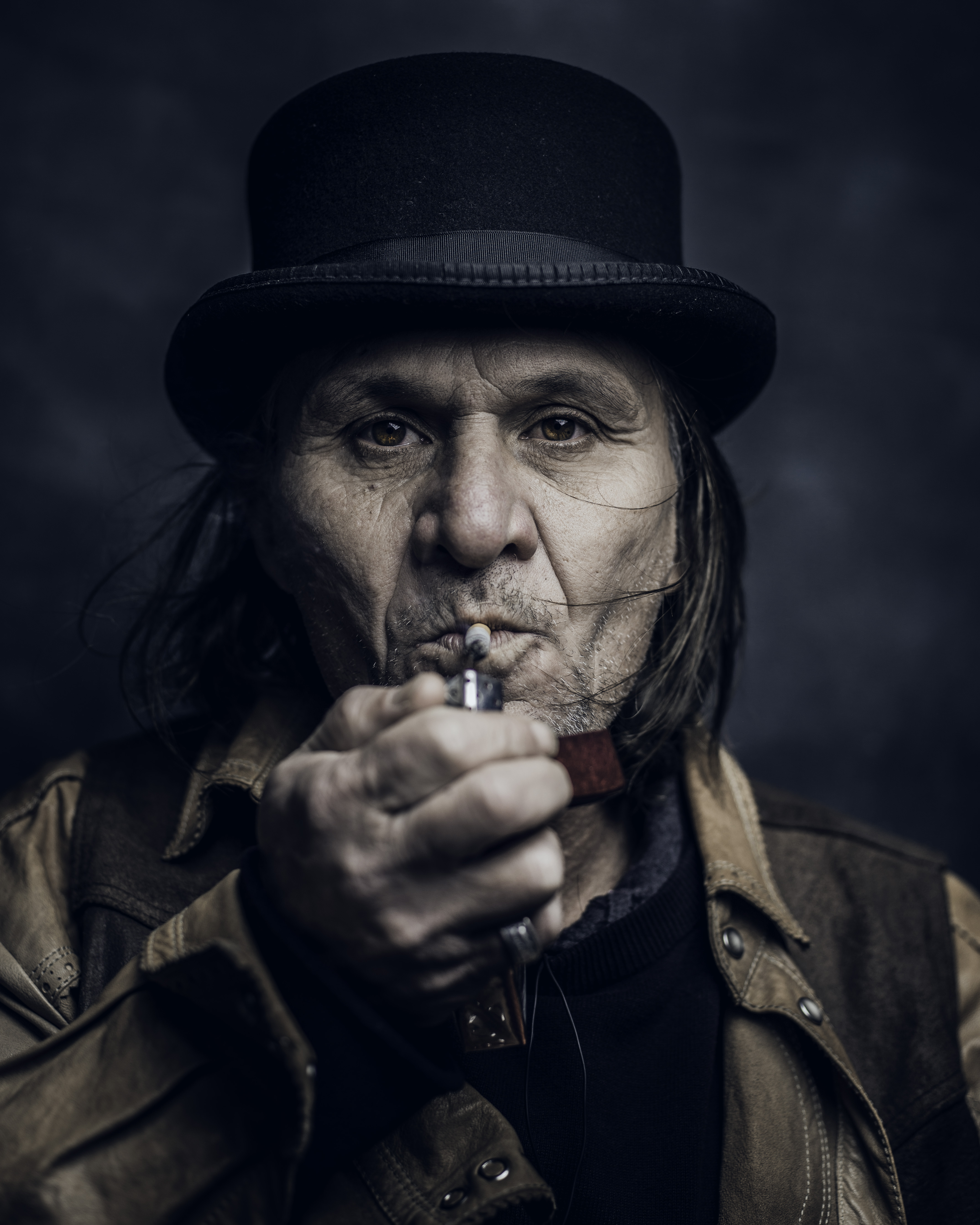
Portrait de rue par Philippe Echaroux
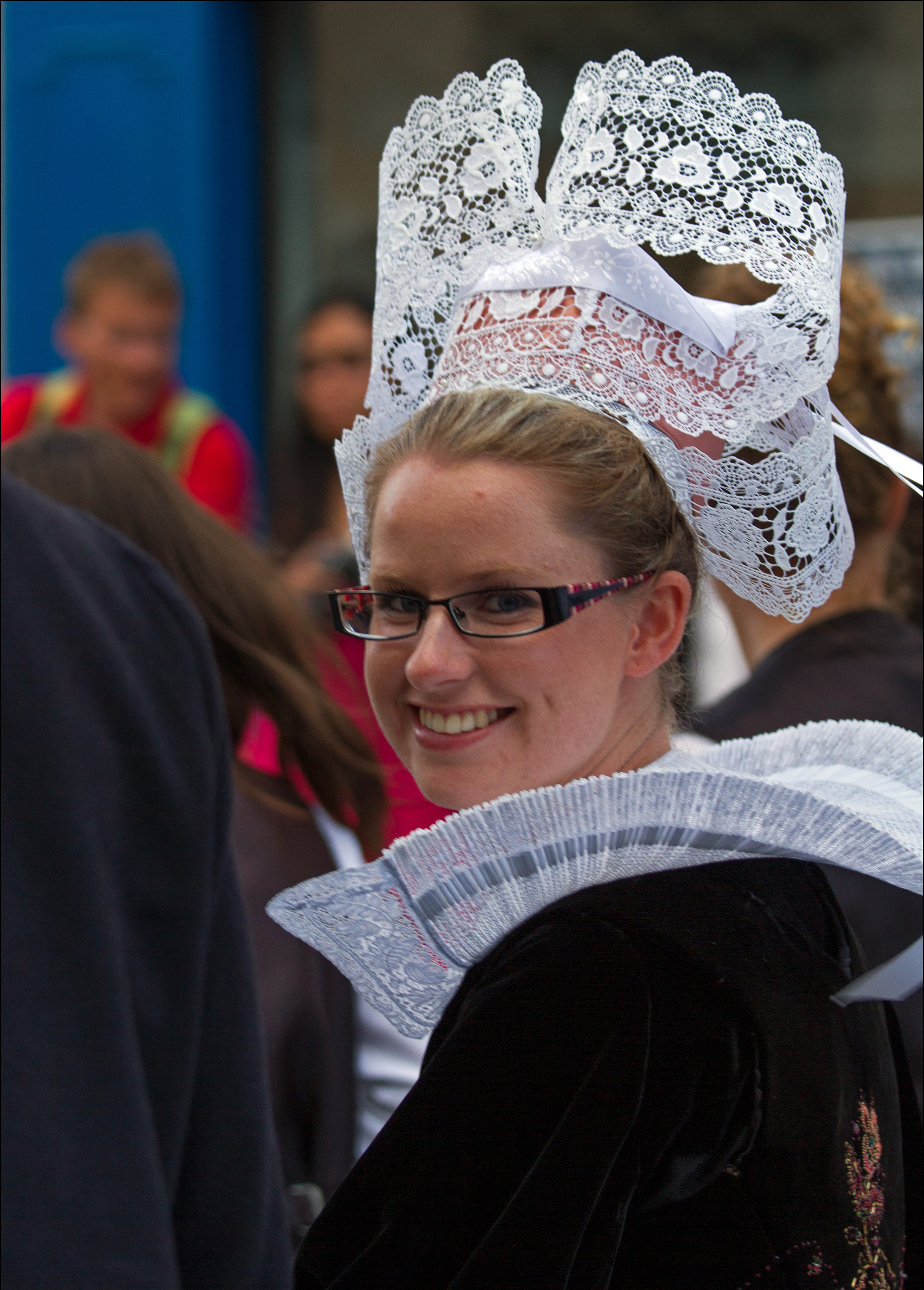
Portrait de rue lors du festival des Filets Bleus à Concarneau

## Articles annexes
- Photographie de rue
- Portrait photographique